# Hitomi Kaneko
Hitomi Kaneko (金子仁美) est une compositrice japonaise de musique classique.

## Éducation
Née à Tokyo en 1965, Hitomi Kaneko est diplômée de la classe de composition de l'école de musique Tōhō Gakuen en 1988 et complète ses études post-universitaires en 1994. Elle part étudier en France avec une bourse du gouvernement français en 1990. Elle entame des études au Conservatoire de musique de Paris. Elle participe également aux festivals de musique d'été à Avignon et à Darmstadt avec des bourses en 1992. En septembre 1997, elle se rend à Paris afin d'étudier à l'IRCAM. Elle est à présent professeur à temps complet à l'école de musique Tōhō Gakuen.

## Prix et distinctions
- 1988 : Premier prix du 6e concours franco-japonais de composition contemporaine
- 1990 : Premier prix de composition au 59e concours de musique du Japon
- 1990 : Prix E. Nakamichi
- 1997 : Lauréate du 9e prix Muramatsu

## Compositions

### Œuvres orchestrales
- 1989 : Tristesse (pour orchestre), (premier prix et prix E. Nakamichi au 59e concours de musique du Japon, 1990) : 8 min
- 1993/1994 : La Pièce (pour 15 instrumentistes) : 10 min
- 1995 : Concerto (pour flûte et orchestre) : 14 min
- 1996: Le Processus (pour 15 instrumentistes) : 15 min
- 1998 : Kehai (pour shakuhachi et orchestre) : 24 min 39 s
- 2000 : Le Tombeau de Gérard Grisey (pour orchestre de chambre) : 20 min
- 2000 : Hymn To Kijima-Daira (pour chœur mixte et orchestre) : 4 min 45 s
- 2000 : Our Favorite Kijima-Daira (pour chœur d'enfants et orchestre) : 4 min 40 s
- 2001/2002 : Ouverture de fête « Pour une nouvelle vie » : 10 min

### Pièces pour chambre
- 1985 : Sonate (pour violon et piano) : 17 min
- 1986 : Quatuor à cordes : 16 min 30 s
- 1987 : Sonate (pour flûte, violoncelle et piano) : 14 min
- 1988 : Appel (pour quatuor à cordes) : 7 min 15 s
- 1988 : Promtheus (pour flûte et piano) : 10 min 30 s
- 1991 : Miyabi (« Élégance ») (pour 2 flûtes) : 7 min
- 1992 : Un jour avec le piano (pour piano) : 5 min 30 s
- 1992 : Espace / Résonance (pour harpe, violon, alto et contrebasse) : 10 min 15 s
- 1993 : Rayon vert (pour violon, alto, violoncelle et piano) : 16 min
- 1994/1996 : Centrifuge (pour flûte solo): 7 min
- 1996 : Espace / Vision (pour cor et trompette): 6 min
- 1996 : Le Temps tordu I (pour tom-tom et marimba)(1996): 4 min
- 1996/1998 : I - a, b, c, d, e, f Respiration I - a, b, c, d, e, f (pour clarinette solo) : a (1996) : 1 min 30 s / b (1998) : 3 min / c (1996) : 3 min 30 s / d (1996/97) : 5 min 15 s / e (1998) : 1 min 30 s / f (1998) : 1 min 30 s
- 1997 : Dans l'abri (pour piano) : 10 min
- 1997 : Le Croisement (pour hautbois, violon et contrebasse) : 24"
- 1997 : Le petit oiseau va sortir... (pour piccolo et trombone) : 6 min
- 1997 : Knecht Ruprecht (pour piano) : 3 min
- 1997 : Champ magnétique (pour quatuor à cordes) : 14 min
- 1998 : Espace / Brume (pour marimba et clarinette basse) : 7 min
- 1998 : Le Temps tordu III (pour 2 congas et 2 bongos) : 6 min
- 1998 : Renga I (pour shakuhachi, violon et harpe) : 17 min
- 1998 : La réverbération (pour violon, violoncelle et piano) : 9 min
- 1999 : Renga II (pour flûte, clarinette, percussion, violon, violoncelle et piano) : 13 min 30 s
- 1999 : Respiration II - Continuation de l'interruption (pour flûte et violon) : 11 min
- 2000 : L'expression méthodique d'une fugue (pour piano) : 6 min-7 min 30 s
- 2000/2001 : Accord des Alpes (pour piano) : 3 min
- 2000/2001 : Le Chant vertical (pour shakuhachi et ordinateur) : 16 min 12 s
- 2000 : Whale's Dance (pour piano) : 4 min
- 2000/2001 : Le Temps carène (pour hautbois, violon et violoncelle) : ca.16 min
- 2001 : Le Temps tordu IV - le temps du sens (pour percussions) : 8 min 50 s
- 2001 : Anniversary Song For Y.M. (pour contrebasse) : 2 min
- 2001 : Le Temps tordu V (pour percussions) : 5 min
- La Sculpture sur les sons (pour marimba) : 7 min 38 s
- 2001 : La Bulle (pour saxophone alto et piano) : 9 min 30 s
- 2001 : Afternoon in Karuizawa (pour piano) : 3 min
- 2001/2002 : Futari Shizuka, une récitation des vers du nô (pour Yo (voix), nokan, shooko, flûte et percussions) : 18 min 40 s
- 2002 : The Stream (pour cordes) : 5 min
- 2002 : Variations sur un thème d'arirang (pour piano) : 5 min 20 s
- 2002 : Song, Song, Song (pour piano) : 3 min
- 2002 : Respiration III - Coexistence des isolements (pour hautbois, clarinette et basson) : 12 min 35 s
- 2003 : La Petite étoile (pour chœur d'enfants et guitare) : ca.3 min

### Autres compositions
- 1991 Étude I (pour bande magnétique) : 3 min
- 1992 Étude II (pour bande magnétique) : 12 min
- 1997 Le Temps tordu II (pour miburi et trois danseurs) : 8 min
- 1998 Décomposition I - Introduction (pour ordinateur) : 3 min
- 1999 Décomposition II - Beyond the gate (pour ordinateur) : 6 min
- 1992/2002 Dans L'abri (version révisée pour piano et ordinateur) : 14 min 56 s

### Écrits
- Up to and/or From « Expressive Method » (2001), publié dans le magazine trimestriel ExMusica vol.3, mars 2001
- On the relationship between My Compositional Method and the Computer (2002), lu au 17e congrès de l'Association internationale d'esthétique empirique (IAEA), le 5 août 2002, à Takarasuka.

## Discographie

### Orchestre
- Concerto (pour flûte et orchestre)(1995), Deutsche Grammophon／POCG-1947
- Kehai (pour shakuhachi et orchestre)(1998), Green concerts／OCD-98113-1

### Musique de chambre
- Miyabi (pour 2 flûtes)(1991), Ruggimenti Editore／Russy Classica／RUS-555019. 2DDD
- L'expression méthodique d'une fugue (pour piano) (2000) Zen-on/ZP-2000

## Source de la traduction
- (en) Cet article est partiellement ou en totalité issu de l’article de Wikipédia en anglais intitulé « Hitomi Kaneko » (voir la liste des auteurs).